# Massimiliano Filippo Girolamo di Baviera
Massimiliano Filippo Girolamo di Baviera (Monaco di Baviera, 30 settembre 1638 – Türkheim, 20 marzo 1705) è stato un principe tedesco, duca di Baviera-Leuchtenberg dal 1650 fino alla sua morte e reggente del ducato elettorale di Baviera dal 1679 al 1680 durante la minore età del nipote Massimiliano II Emanuele.

## Biografia
Era il secondo dei due figli maschi di Massimiliano I e della sua seconda moglie Maria Anna. Nel 1650 suo padre scambiò con il fratello Alberto VI la contea imperiale di Haag con il langraviato di Leuchtenberg, assegnando a Massimiliano quest'ultimo nonché la signoria di Schwabegg. Massimiliano acquisì dai Fugger anche la reichsritterschaft di Angelberg e Mattsie.
Nel 1668 sposò Mauricette Fébronie de La Tour d'Auvergne, figlia di Federico Maurizio de La Tour d'Auvergne, ma il matrimonio rimase senza figli. Alla morte il territorio fu riassorbito in quello dell'elettorato di Baviera del nipote Massimiliano II Emanuele.

## Ascendenza
|                                |                        |                                   | Genitori                           |  |  | Nonni |  |  | Bisnonni                |  |  | Trisnonni                   |  |
|                                |                        |                                   |                                    |  |  |       |  |  | 8. Alberto V di Baviera |  |  | 16. Guglielmo IV di Baviera |  |
|                                |                        |                                   |                                    |  |  |       |  |  | 8. Alberto V di Baviera |  |  | 16. Guglielmo IV di Baviera |  |
|                                |                        | 17. Maria Giacomina di Baden      |                                    |  |  |       |  |  | 8. Alberto V di Baviera |  |  |                             |  |
| 4. Guglielmo V di Baviera      |                        |                                   |                                    |  |  |       |  |  | 8. Alberto V di Baviera |  |  |                             |  |
|                                |                        | 9. Anna d'Asburgo                 | 18. Ferdinando I d'Asburgo         |  |  |       |  |  |                         |  |  |                             |  |
|                                |                        | 9. Anna d'Asburgo                 | 18. Ferdinando I d'Asburgo         |  |  |       |  |  |                         |  |  |                             |  |
|                                |                        | 9. Anna d'Asburgo                 | 19. Anna Jagellone                 |  |  |       |  |  |                         |  |  |                             |  |
| 2. Massimiliano I di Baviera   |                        | 9. Anna d'Asburgo                 |                                    |  |  |       |  |  |                         |  |  |                             |  |
|                                |                        | 10. Francesco I di Lorena         | 20. Antonio di Lorena              |  |  |       |  |  |                         |  |  |                             |  |
|                                |                        | 10. Francesco I di Lorena         | 20. Antonio di Lorena              |  |  |       |  |  |                         |  |  |                             |  |
|                                |                        | 10. Francesco I di Lorena         | 21. Renata di Borbone-Montpensier  |  |  |       |  |  |                         |  |  |                             |  |
| 5. Renata di Lorena            |                        | 10. Francesco I di Lorena         |                                    |  |  |       |  |  |                         |  |  |                             |  |
|                                |                        | 11. Cristina di Danimarca         | 22. Cristiano II di Danimarca      |  |  |       |  |  |                         |  |  |                             |  |
|                                |                        | 11. Cristina di Danimarca         | 22. Cristiano II di Danimarca      |  |  |       |  |  |                         |  |  |                             |  |
|                                |                        | 11. Cristina di Danimarca         | 23. Isabella d'Asburgo             |  |  |       |  |  |                         |  |  |                             |  |
| 1. Ferdinando Maria di Baviera |                        | 11. Cristina di Danimarca         |                                    |  |  |       |  |  |                         |  |  |                             |  |
|                                | 12. Carlo II d'Austria | 24. Ferdinando I d'Asburgo (= 18) |                                    |  |  |       |  |  |                         |  |  |                             |  |
|                                | 12. Carlo II d'Austria | 24. Ferdinando I d'Asburgo (= 18) |                                    |  |  |       |  |  |                         |  |  |                             |  |
|                                | 12. Carlo II d'Austria | 25. Anna Jagellone (= 19)         |                                    |  |  |       |  |  |                         |  |  |                             |  |
| 6. Ferdinando II d'Asburgo     | 12. Carlo II d'Austria |                                   |                                    |  |  |       |  |  |                         |  |  |                             |  |
|                                |                        | 13. Maria Anna di Baviera         | 26. Alberto V di Baviera (= 8)     |  |  |       |  |  |                         |  |  |                             |  |
|                                |                        | 13. Maria Anna di Baviera         | 26. Alberto V di Baviera (= 8)     |  |  |       |  |  |                         |  |  |                             |  |
|                                |                        | 13. Maria Anna di Baviera         | 27. Anna d'Asburgo (= 9)           |  |  |       |  |  |                         |  |  |                             |  |
| 3. Maria Anna d'Asburgo        |                        | 13. Maria Anna di Baviera         |                                    |  |  |       |  |  |                         |  |  |                             |  |
|                                |                        | 14. Guglielmo V di Baviera (= 4)  | 28. Alberto V di Baviera (= 8, 26) |  |  |       |  |  |                         |  |  |                             |  |
|                                |                        | 14. Guglielmo V di Baviera (= 4)  | 28. Alberto V di Baviera (= 8, 26) |  |  |       |  |  |                         |  |  |                             |  |
|                                |                        | 14. Guglielmo V di Baviera (= 4)  | 29. Anna d'Asburgo (= 9, 27)       |  |  |       |  |  |                         |  |  |                             |  |
| 7. Maria Anna di Baviera       |                        | 14. Guglielmo V di Baviera (= 4)  |                                    |  |  |       |  |  |                         |  |  |                             |  |
|                                |                        | 15. Renata di Lorena (= 5)        | 30. Francesco I di Lorena (= 10)   |  |  |       |  |  |                         |  |  |                             |  |
|                                |                        | 15. Renata di Lorena (= 5)        | 30. Francesco I di Lorena (= 10)   |  |  |       |  |  |                         |  |  |                             |  |
|                                |                        | 15. Renata di Lorena (= 5)        | 31. Cristina di Danimarca (= 11)   |  |  |       |  |  |                         |  |  |                             |  |
|                                |                        | 15. Renata di Lorena (= 5)        |                                    |  |  |       |  |  |                         |  |  |                             |  |